# Фундація українознавчих студій в Австралії
Фундація українознавчих студій в Австралії (англ. Ukrainian Studies Foundation in Australia) — українська громадська і академічно-фінансова установа в Австралії. Заснована 1976 року з метою зібрати фонди та відкрити українознавчі студії в одному з австралійських університетів.

## Історія
З таким закликом до українського громадянства звернувся професор Ярослав Рудницький у Різдвяному числі «Вільної думки» 1972 року.
А ось думки українських патріотів-подвижників становлення Катедри — Центру Українознавчих Студій, задокументовані у Пропам’ятній книзі «Альманах українського життя в Австралії»
В Австралії будуються українські церкви, народні доми, створюються кредитівки, недільні школи, самодіяльні художні колективи, старечі доми. Видаються українські книжки, розвивається українська наука
З кінця 40-х років крок за кроком зростала українська громада в Австралії. Підґрунтям «австралійського феномену» було те, що основи громадського, культурного і політичного життя творило перше покоління емігрантів. Чинник «першого покоління», як аналізуємо сьогодні, потрапив у сприятливі державні умови - уряд припинив курс на асиміляцію населення і почав запроваджувати елементи багатокультурної політики. Надавались різні дотації на потреби національних спільнот, підтримку одержало національне радіомовлення. Молодь навчалася в місцевих школах, університетах, досягала вищих і вищих посад, а провідники вже будували нові плани: заснування Українознавчих Студій Австралії.
Справжнім Амбасадором Української Вільної Науки» назвали сучасники професора Ярослава Рудницького. Саме професор Рудницький був ініціатором українознавчих студій не лише у Вінніпезі, а й по цілій Канаді. Він бачив, яким величезним стимулом для розвитку національної свідомості канадійської молоді українського походження були ці студії. Реально бачив, як багато може дати навчання в рідному середовищі для молодого покоління інших поселень. Ярослав Рудницький не лише подав ідею організації Українознавчих Студій на цілу Австралію, а й постійно піклувався тим, щоби ця ідея стала реальністю.
Не відразу і не всі в громаді сприйняли такий проект. Адже українці почали поселятися в Австралії щойно по другій світовій війні, кожна родина ще мала багато матеріальних проблем. Але навіть протягом перших десятиліть українська спільнота Австралії вже мала 59 Рідних шкіл, в яких навчалось 2072 учні в перших - сьомих класах.
14 січня 1971 року в Домі Української Молоді відбулася перша зустріч професора Ярослава Рудницького зі студентами сіднейських вищих шкіл. Тижневик «Вільна Думка», передусім головний редактор часопису Володимир Шумський, підхопили ідею організації центру україністики - Катедри Українознавчих Студій Австралії (КУА) і протягом багатьох років гуртували прихильників будівництва української науки на п’ятому континенті.
1-2 квітня 1972 року в Сіднеї відбувся II З’їзд українських студентів Австралії. Студент-докторант Петро Козел звертався до своїх ровесників із закликом активніше взятися до організації КУА
Ідея Катедри Українознавчих Студій поширювалась в усіх куточках Австралії, де були українські поселення. Не тільки прихильників знаходила вона серед наших братів і сестер, а й людей індеферентних. Потрібно було чимало зусиль, щоб ідея перейшла з дискусійної площини в реальну, щоб громада приступила до праці.
16 грудня 1974 року офіційно зареєстровано юридичну установу — Фундацію Українознавчих Студій в Австралії (ФУСА). Засновуючим головою та членом дирекції був Степан Балко. Крім нього, до складу першої дирекції ФУСА увійшли: Григорій Бажул, Богдан Ґут, Іван Денис, Гліб Дубик, Ірина Івасик, Володимир Шумський та Микола Свідерський.
А за кілька місяців (8 березня 1975 року) ФУСА створила Шевчен ківський довірчий фонд, призначений для збирання коштів на розвиток україністики. Податковим урядом Австралії цей фонд визнаний харитативною установою, котра не сплачує податків, і дирекція ФУСА отримала від уряду відповідні документи. Наступний крок - організація при ФУСА академічної ради, до якої були запрошені перші члени: д-р Ігор Гордієв (голова), Ольга Качан, д-р Б. Умриш, Лідія Ростек, Анатолій Жуківський.
17-18 квітня 1976 року в Сіднеї відбулася конференція ФУСА-КУА. Це була перша українська загальноавстралійська нарада, що займаласясправою Українознавчих Студій на відповідному рівні.
1983 р. у Мельборні було засновано Лекторат україністики ім. М. Зерова в Університеті ім. Монаша (Mykola Zerov Lectureship in Ukrainian, Monash University). Лекторат веде навчальні програми з української мови й літератури в рамках відділу славістики, готує аспірантів до дипломів магістра і доктора, здійснює науково-дослідну діяльність з українського літературознавства і лінгвістики, публікує книжки.
Веденню програми сприяли голова відділу славістики Ї.Марван, голова Української центральної шкільної ради Т.Сліпецька та УГВ, зокрема її голова С.Лисенко. Головним викладачем від початку існування лекторату є М.Павлишин, з яким від 1985 р. співпрацює О.Розаліон-Сошальська. Фінансується лекторат пожертвами від української громади, якими з 1986 р. адмініструє Допомоговий фонд українознавчих студій. 1988 р., коли було підписано договір між Університетом ім. Монаша та УГВ про постійне існування лекторату, його було названо на честь Миколи Зерова.
Лекторат організував низку конференцій (спільно з НТШ Австралії – 1985 і 1990 рр., з Австралійсько-Новозеландською асоціацією славістів – 1988, з Асоціацією україністів Австралії – 1992) [12–15]. Лекторат підтримує зв’язки з українськими, американськими та канадськими осередками україністики, надає стипендії вченим та аспірантам з України. З квітня 1989 р. видається неперіодичний бюлетень «Україністика в Монаші»

## Меценатство й кошти на підтримку діяльності
Зрозуміло, що без відповідних фондів навіть початкова діяльність ФУСА
була б неможлива. Невтомним збирачем коштів став фінансовий референт ФУСАв Сіднеї п. Богдан Ґут. Члени його родини також стали меценатами. До збірки коштів з великим ентузіазмом долучилися Стейтові Представництва, засновані у Вікторії, Південній Австралії і Західній Австралії.
Одним з перших постав осередок прихильників Українознавчих студій у Вікторії. Приїзд до Мельборна професора Ярослава Рудницького активізував працю осередку.
Представництво ФУСА в Адела'іді (Південна Австралія) заініціював отець протопресвітер Никодим Плічковський ще наприкінці 1975 року. Він же став «хрещеним батьком» Стейтового Представництва ФУСА в Західній Австралії.
25
У 1987-1990 роках стейтове представництво ФУСА в Аделаїді після о. Никодима Плічковського очолив п. Михайло Ґоян, обраний на загальних зборах. До управи увійшли заступник голови п. Володимир Полішко, секретар п. Анатолій Онішко та інші. Багато зусиль і часу було покладено на збирання коштів, на те, щоб захопити ідеєю Українознавчих Студій якомога більше родин. Користуючись високим авторитетом в українській громаді, п. Михайло Ґоян разом із дружиною п. Марією проводили велику організаційну роботу. Сотні українських родин залучило це подружжя до благородної справи - матеріальної підтримки ФУСА.
Для збору фондів керівництво Стейтового Представництва ФУСА Південної Австралії використовувало всі можливості - організовували концерти, вистави, мали постійну підтримку Союзу Українських Комба тантів і Братства православної парафії УАПЦ Святої Покрови.
Більше тисячі українців-патріотів з усієї Австралії стали жертводавцями - вклали в Шевченківський фонд 2,5 мільйони доларів. ФУСА було дозволено користуватися лише відсотками з цього «залізного фонду».
Збір фондів для організації Українознавчих Студій активізував все українське суспільство в цій країні. Нарешті, крім особистих зацікавлень, перед громадою була поставлена спільна мета: «прокласти дорогу» для української науки в австралійські університети.
В січні 1978 року в університеті Макворі в Сіднеї відбулася інавгурація Українознавчих Студій в Австралії із підписанням «Установчої Грамоти».
Ярослав Рудницький привітав українську громаду з цією подією:
І хоч ідея КУА - Катедри Українознавства в Австралії - не була повністю реалізована через брак коштів (не вдалося придбати землю й побудувати
26
будинок під катедру при університеті), вагомий крок української науки у вищих навчальних закладах Австралії був зроблений.
Починаючи з літа 1978 року до 1982 р. ФУСА організувала п’ять літніх курсів: в Аделаїді, Мельбурні, Сіднеї, Канберрі. Це були перші українознавчі курси в Австралії, проведені в рамках австралійської системи вищої освіти, успішне їх проведення залучило нових жертводавців до ФУСА.
За договором з тодішнім ректором (віце-канцлером) Університету ім.Макворі, професором Е. С. Веббом, була введена українська програма навчання для студентів, вписаних на диплом бакалавра, за фінансовою допомогою ФУСА. В 1985 році для Центру Українознавчих Студій був створений дорадчий комітет за участю науковців і спеціалістів з укра їністики з інших навчальних закладів: професор Е. Сенета (голова), Ольга Качан, В. Шумський, В. Мотика, Є. Гаран, Л. Гаврилів. В перші роки діяльності університет ім. Макворі одержав понад 10 000 українських книг, значна частина яких передана проф. Я. Рудницьким з Канади з умовою катало- гування та довічного збереження.
Вже на першому етапі утворення ФУСА і Шевченківського фонду засновники опрацювали основні напрями діяльності:
1. Створення постійного стипендійного фонду для праці над україністи кою в наступних галузях: історії, економіці, мистецтві і культурі, літературі та мові.
2. Створення постійного фонду для плекання дослідницьких проектів з україністики в усіх галузях суспільних наук в різних університетах Австралії на відповідному науковому рівні.
3. Створення постійного фонду для збору та упорядкування архівного матеріалу[10] з історії українського поселення в Австралії та його збереження в державному архіві.
4. Підтримка навчальної програми на університетському рівні.
5. Підтримка видавничої та інформаційної діяльності.

Саме на цих засадах починалась діяльність ФУСА. Рупором її була
«Вільна Думка», ця газета подавала і докладні звіти про діяльність ФУСА, і про найближчі плани, і про конкурси на ту чи іншу стипендію.

## Сучасність
На жаль, за останні роки дирекція на чолі з п. Володимиром Мотикою (він очолив дирекцію ФУСА в 1988 р.) не дотримується тих позицій та ідей, на базі яких створювалась ця установа,- ФУСА перетворилась із фундації в компанію. Останні 10 років діяльності керівництва ФУСА переконливо
доводять, що на сьогодні дирекція зневажила навіть мету названої організації. Це болючий і дуже прикрий факт, адже засновники ФУСА вкладали свої кошти з надією, що Українознавчі Студії в Австралії набудуть широкого розголосу, що завдяки відсоткам із Шевченківського фонду зможуть здобути високу освіту багато талановитих українців. Мріялося і про те, що з осягненням незалежності Україною студенти з рідного краю матимуть можливість навчатися в Австралії і навпаки - австралійська молодь вчитиметься в Україні. Вірилося, що в майбутньому більша підтримка надаватиметься науковим інституціям та книговиданню в Україні.
Нова дирекція ФУСА на чолі з п. Володимиром Мотикою відкинула традицію запрошення відомих науковців на високі посади Центру Українознавчих Студій в університеті ім. Макворі. Вусякому випадку про це не було ніяких повідомлень для української спільноти. Таким чином молоде покоління українців позбулося дуже корисного контакту зі світовою інтелектуальною україністикою.